# Pristimera glaga
Pristimera glaga är en benvedsväxtart som först beskrevs av Pieter Willem Korthals, och fick sitt nu gällande namn av N. Hallé. Pristimera glaga ingår i släktet Pristimera och familjen Celastraceae. Inga underarter finns listade.